# Harmakis

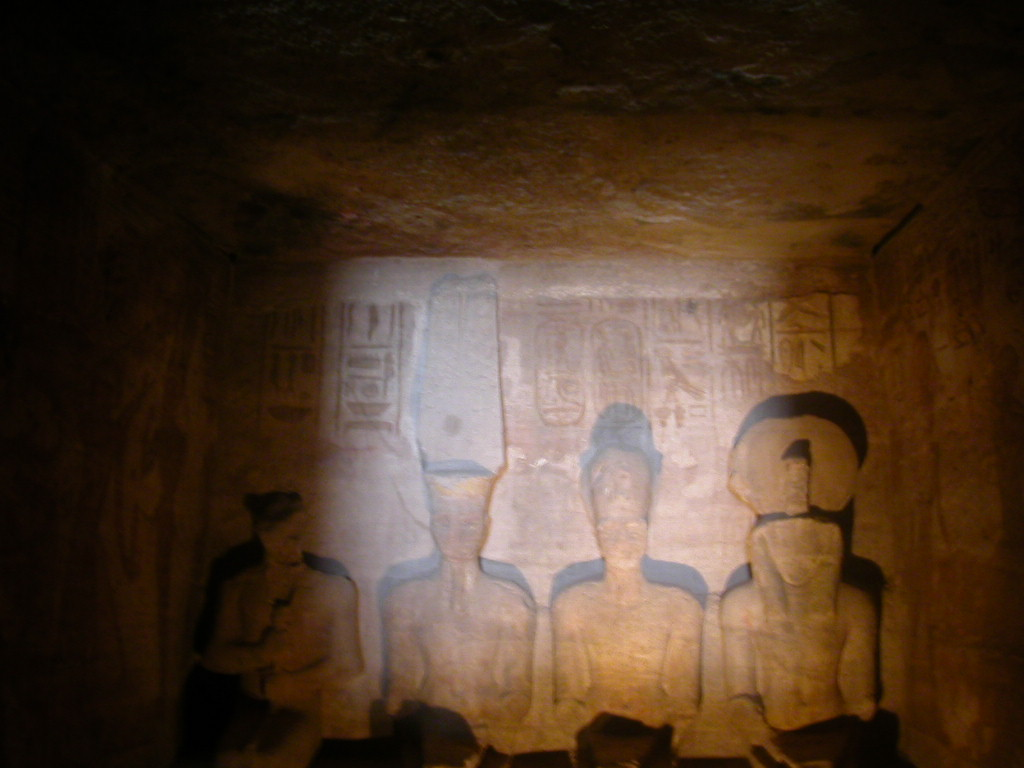
Abu Simbel, tempio rupestre di Ramses II, il dio Harmakhis (l'ultimo a destra) insieme alle figure dello stesso sovrano e delle divinità Amon-Ra e Ptah

Harmakis o Harmakhis, è una divinità egizia appartenente alla religione dell'antico Egitto. Era dio del sole nascente e del tramonto, personificazione della funzione divina dei faraoni, simbolo della resurrezione, della vita eterna. Aveva sovente forma di leone, ariete o di uomo con la testa di falco o di leone sormontate dal disco solare. Dal Nuovo Regno era la Sfinge di Giza a rappresentarlo.
| G5 | Aa15 · N27 |

Ḥrw m 3 ḫt, Horus sorge all'orizzonte

## Caratteristiche
Harmakhis era spesso associato al dio Khepri come simbolo di vita eterna e di continuo divenire. Veniva considerato come la fonte e il depositario della più profonda saggezza. Lo si trova nel Papiro di Ani, Libro XV, nella sua eccezione di Atum-Harmakhis:
Adorazione di Ra quando si alza all'orizzonte, quando appare in pace nella vita.
Omaggio a te, Ra nel suo alzarsi, (o) Atum-Harmakhis.

Che siano adorate le tue beltà, davanti ai miei due occhi, diventate Spiriti (Akhu) sul mio petto.

Tu vai in pace sulla tua barca-sektet, al tuo cuore sono donati i venti sulla barca-àdtet. Il suo cuore si rallegra.

Tu percorri il cielo in pace, i tuoi nemici sono sconvolti! Che giubilino gli Infaticabili, che ti adorino gli Indistruttibili quando tu tramonti sotto l'orizzonte di Manu, tu sei bello ogni giorno, il Signore vivente, stabilito come il mio maestro.

Omaggio a te, Ra nel tuo alzarsi, Atum quando ti corichi nella tua perfezione! Tu ti alzi, risplendi sulla schiena di mia madre, tu, incoronato come re degli dei.

Fa che Nut renda omaggio al tuo viso, che Maàt ti abbracci nelle due stagioni [o giorno e notte].

Tu percorri il cielo, il tuo cuore è felice, il lago dei Due Coltelli è in pace. Il nemico è caduto, le sue due braccia sono tagliate, il coltello ha tagliato le sue vertebre.

Ra è nel buon vento, la barca-sektet ha distrutto [colui che] ha assalito, [mentre la si alava]. [Quelli] del sud, del nord, dell'ovest, dell'est ti adorano, tu, il primordiale, venuto all'esistenza, che proferisci il Verbo sulla terra inondata, silenziosa, tu, l'Unico che esistesse nel cielo prima che fossero create la terra e le montagne, pastore, Signore unico, che ha foggiato tutto ciò che esiste, che tramite la tua lingua ha creato l'Enneade, che ha fatto respirare ciò che era nelle acque, [quando] tu sorgesti sulla terra emersa dal lago di Horo.

Io respiro i soffi usciti dalle tue narici e la brezza del nord generata da tua madre. [Possa] tu glorificare il mio akh, [possa] tu rendere divina la mia anima-ba di Osiride.

Sii adorato in pace, Maestro degli dei, tu sei esaltato nelle tue meraviglie. Che i tuoi raggi risplendano sul mio petto durante il giorno.

## Templi e monumenti

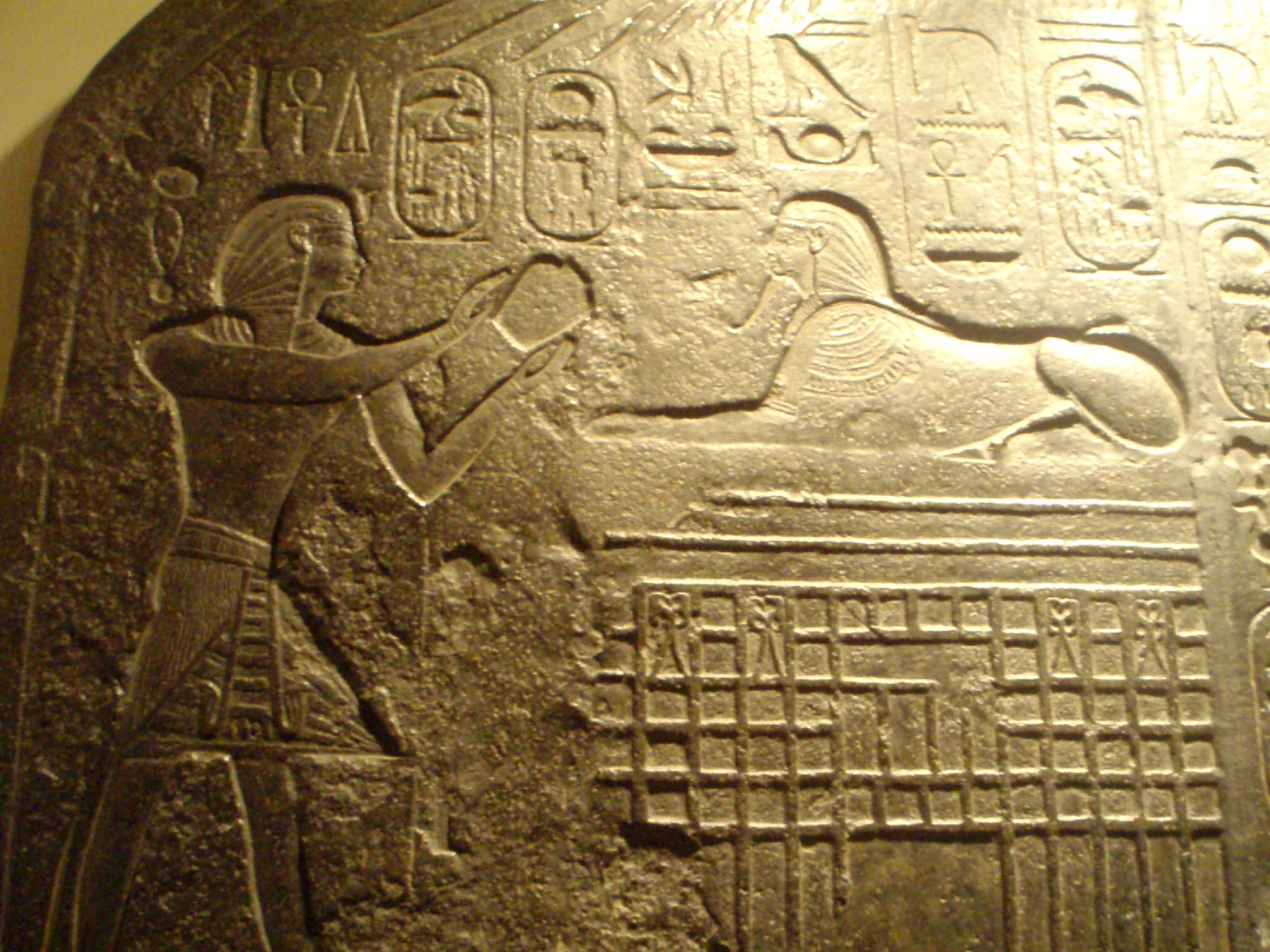
Stele del sogno di Thutmose IV (particolare)

L'episodio che ricorda nella maniera più celebre il dio Harmakhis, riguarda il cosiddetto sogno di Thutmose IV, episodio che il sovrano fece scolpire su una stele poi collocata fra le zampe anteriori della grande sfinge di Giza. In breve, Thutmose si trovava all'ombra delle grandi piramidi per riposarsi dopo una battuta di caccia. Finì per addormentarsi sotto la testa della sfinge che all'epoca era in buona parte sepolta nella sabbia.
Harmakhis-Khepri-Ra-Atum in forma di sfinge (incarnazione del dio) si manifesta in sogno a Thutmose che chiama "figlio", chiedendo al principe di liberarla dalla sabbia. In cambio Tuthmose avrebbe avuto il trono dell'Egitto.
Anche ad Abido nel tempio del faraone Seti I (XIX dinastia, 1290 a.C. - 1279 a.C. ± 30 anni) compare Harmakhis. Nella struttura sono presenti sette cappelle (10,85 metri per 5,20), consacrate ad Amon-Ra (a capo del pantheon tebano), Osiride, Iside, Horo, Harmakhis, Ptah (dio di Menfi) e il faraone Seti I che era stato divinizzato. 
Più tardi un altro sovrano onorò Harmakhis con una grande opera architettonica. Ramses II fece erigere il complesso templare di Abu Simbel dove la maggiore delle due strutture è dedicata ad Amon-Ra, Harmakhis e a Ptah. Insieme a questa trinità, il sovrano aggiunse una statua di se stesso in forma divinizzata.
All'interno del grande tempio, nella parete ovest della seconda sala ipostila, si aprono tre porte che conducono ognuna a una stanza. Quella centrale è il santuario più segreto, accessibile solo al re: addossate alla parete principale, le quattro sculture rappresentanti le figure sedute di (da sinistra a destra) Ptah, Amon-Ra, Ramses II e Harmakhis.